# Damigelle d'onore alla corte russa
Damigella d'onore è il titolo che venne concesso alle dame di rango, nubili. Solo ad alcune di loro, dopo il matrimonio, è stato concesso un rango più alto. Appartenevano all'ordine di Santa Caterina oppure ad altri ordini cavallereschi. Indossavano abiti ricamati in oro e argento rigorosamente stabiliti.
Nel 1764, la zarina Caterina II fondò, a San Pietroburgo, l'Istituto Smol'nyj, una scuola per le future dame di corte, molte delle quali divennero le favorite degli imperatori.

## Elenco delle damigelle d'onore dell'Impero russo

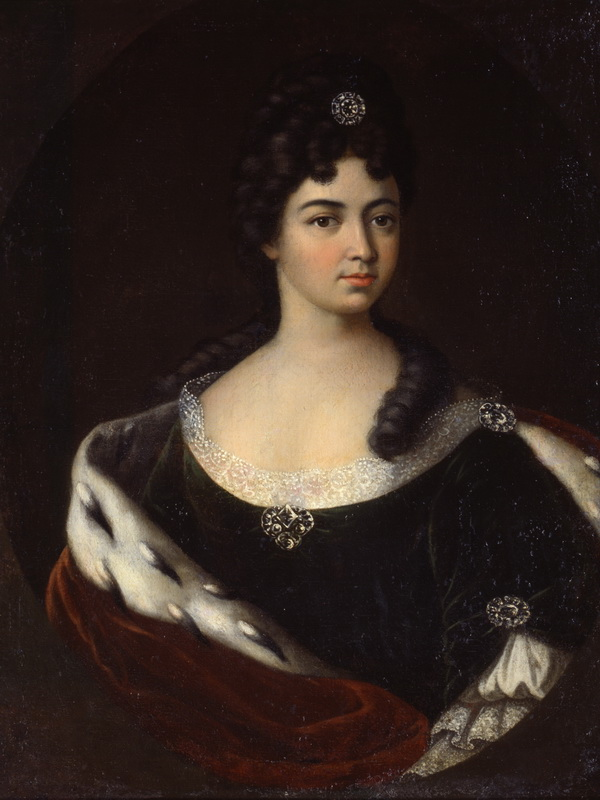
Ritratto di Maria Cantemir, di Ivan Nikitich Nikitin, 1720

### Damigelle d'onore di Caterina I
- Varvara Michajlovna Arsen'eva (1676-1730)
- Anna Gavrilovna (?-1751)
- Mary Hamilton (?-1719)
- Maria Dmitrievna Cantemir (1700-1757)

### Damigelle d'onore di Anna I
- Ekaterina Andreevna Ušakova (1715-1779)
- Edvige Elizabeth Byron (1727-1797)

### Damigelle d'onore di Anna Leopol'dovna
- Juliana Magnusovna Mengden (1719-1787)

### Damigelle d'onore di Elisabetta I

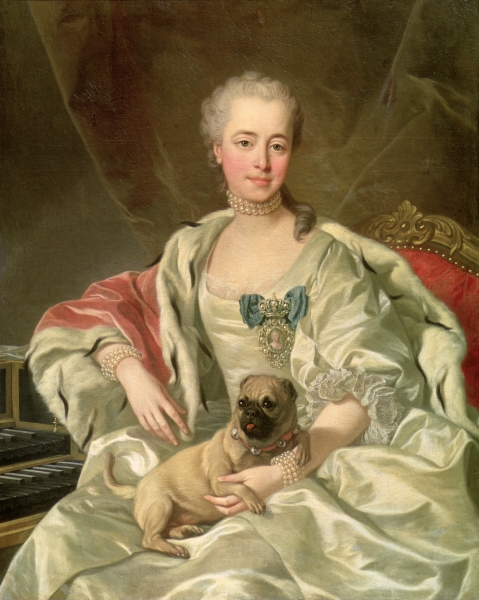
Ritratto di Ekaterina Dmitrievna Golicyna, di Louis-Michel van Loo, 1759

- Ekaterina Dmitrievna Golicyna (1720-1761)
- Varvara Alekseevna Čerkasskaja (1711-1767)
- Marija Pavlovna Balk (1728-1793)
- Matrëna Pavlovna Balk (1723-1793)
- Anna Mikhajlovna Voroncova (1743-1769)
- Marija Romanovna Voroncova (1738-?)
- Marfa Simonovna Gendrikova (1727-1754)
- Elizaveta Osipovna Efimovskaja (1734-1755)
- Marija Osipovna Zakrevskaja (1741-1800)
- Sophia Levinton Zakrevskaya (1743-?)
- Agrafena Aleksandrovna Kurakina (1734-1791)
- Marija Avrora Mengden (1720-?)
- Ekaterina Sergeevna Naryskina (1739-1757)
- Marija Aleksandrovna Naryškina (1730-1780)
- Marija Ivanovna Odoevskaja?-1784)
- Anna Alekseevna Tatiščeva (1729-171764)
- Anna Petrovna Šeremeteva (1744-1768)
- Edvige Elizabeth Byron (1727-1797)
- Ekaterina Naryškina (1729-1771)
- Marija Pavlovna Jagužinskaja (1732-1755)
- Ekaterina Alekseevna Dolgorukova (1712-1747)

Durante i vent'anni di regno di Elisabetta, licenziò solamente due ragazze, una nel 1743 e un'altra nel 1748.
In via del tutto eccezionale, Elisabetta ha permesso a quattro donne sposate di essere, per un periodo di tempo, damigelle e di ricevere i relativi stipendi.

### Damigelle d'onore di Caterina II

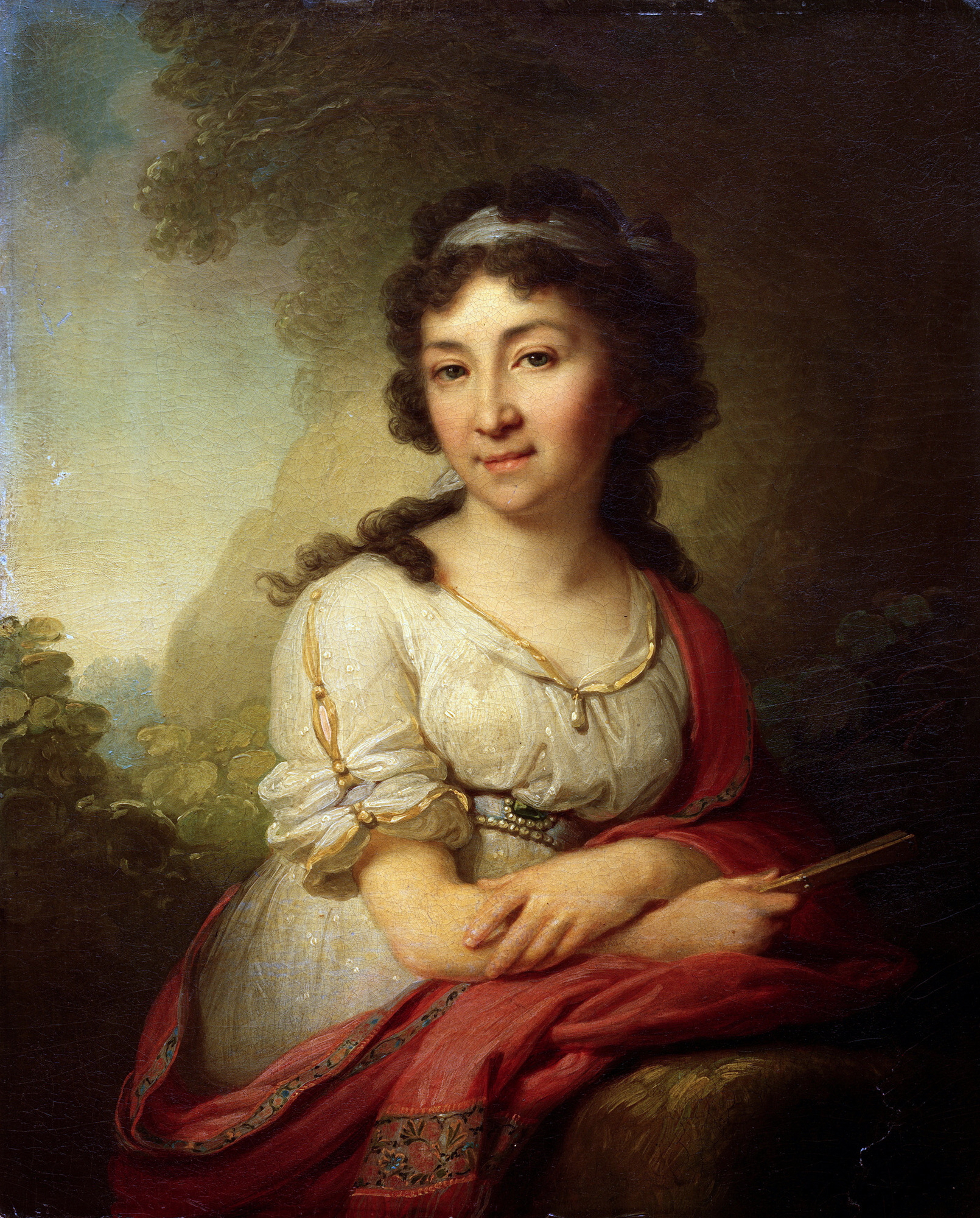
Ritratto di Ekaterina Vasil'evna Torsukova, di Vladimir Lukič Borovikovskij, 1795

- Elizaveta Romanova Voroncova (1739-1792)
- Vera Nikolaevna Zavadovskaja (1768-1845)
- Ekaterina Barjatinskaja (1769-1849)
- Elizaveta Buturlina (1762-1813)
- Evdokija Grigor'evna Vjazemskaja (1758-1855)
- Varvara Golovina (1766-1819)
- Ekaterina Nikolaevna Orlova (1758-1781)
- Ekaterina Ivanovna Olsuf'eva (1758-1809)
- Anna Alekseevna Orlova-Česmenskaja (1785-1848)
- Ekaterina Vasil'evna Torsukova (1772-1842)
- Natal'ja Dem'janovna Razumovskaja (1747-1837)
- Ekaterina Alekseevna Voroncova (1761-1784)
- Marija Alekseevna Senjavina (1762-1822)
- Ekaterina Sergeevna Trubeckaja (1763-1830)
- Dar'ja Petrovna Černyšëva (1739-1802)
- Sof'ja Stepanovna Ušakova (1746-1803)
- Natal'ja Petrovna Černyšëva (1741-1837)
- Marija Vasil'evna Škurina (1755-1824)
- Elizaveta Ivanovna Štakel'berg (1741-1817)
- Dar'ja Fëdorovna Ščerbatova (1762-1801)
- Varvara von Engelhardt (1752-1815)
- Ekaterina von Engelhardt (1761-1829)
- Aleksandra von Engelhardt (1754-1838)
- Anna Stepanovna Protasova (1745-1826)

### Damigelle d'onore di Maria Fëdorovna

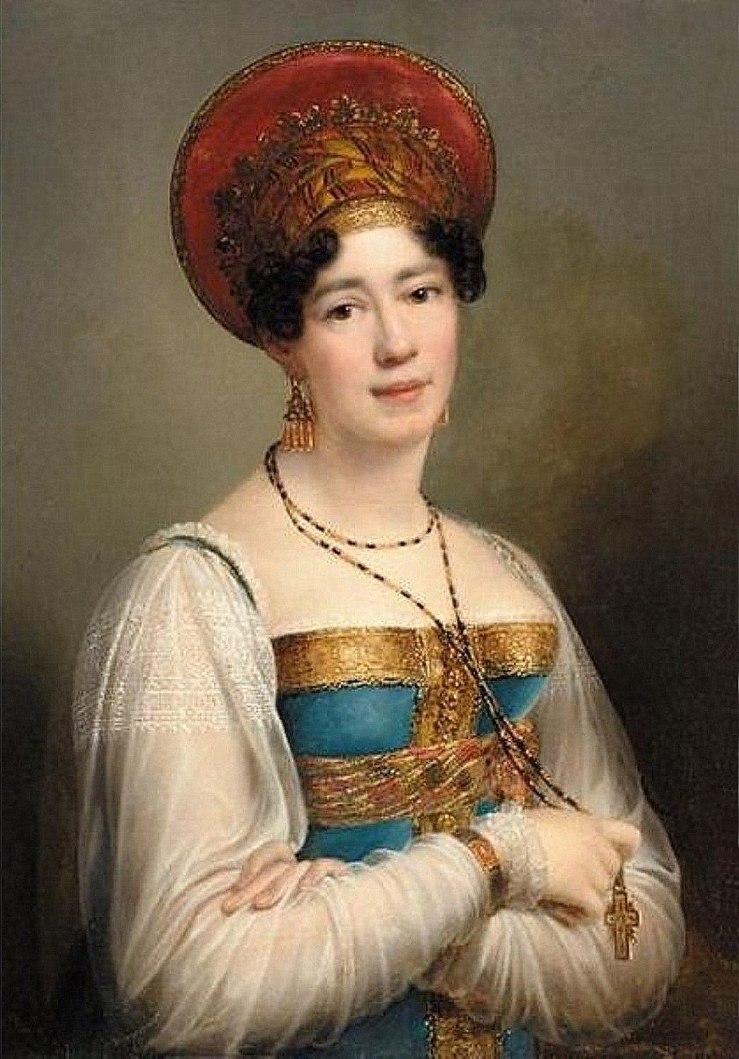
Ritratto di Sofia Petrovna Svechin, di François Joseph Kinson, 1816

- Glafira Ivanovna Alymova (1758-1826)
- Natal'ja Semënovna Borščova (1758-1843)
- Ekaterina Ivanovna Nelidova (1756-1839)
- Sof'ja Petrovna Sojmonova (1782-1857)
- Evgenija Sergeevna Smirnova (1770-1804)
- Elizaveta Aleksandrovna Čerkasova (1761-1832)
- Elena Pavlovna Bibikov (1812-1888)
- Ekaterina Karlovna Biron (1793-1813)
- Luiza Karlovna Biron (1791-1853)
- Tat'jana Vasil'evna Vasil'čikova (1783-1841)
- Maria Apollonovna Volkova (1786-1859)
- Ekaterina Semënovna Voroncova (1783-1856)
- Sof'ja Aleksandrovna Sajmonova (1797-1866)
- Marija Alekseevna Rževskaja (1778-1866)
- Anna Petrovna Lopuchina (1777-1805)

### Damigelle d'onore di Elisabetta Alekseevna
- Ekaterina Zagrjažskaja (1779-1842)
- Sof'ja Sablukova (1787-1875)
- Anna Venison (1808-1888)
- Varvara Il'inična Turkestanova (1775-1819)
- Roksandra Skarlatovna Sturdza (1786-1844)
- Anna Alekseevna Orlova-Česmenskaja (1785-1848)

### Damigelle d'onore di Alexandra Fëdorovna

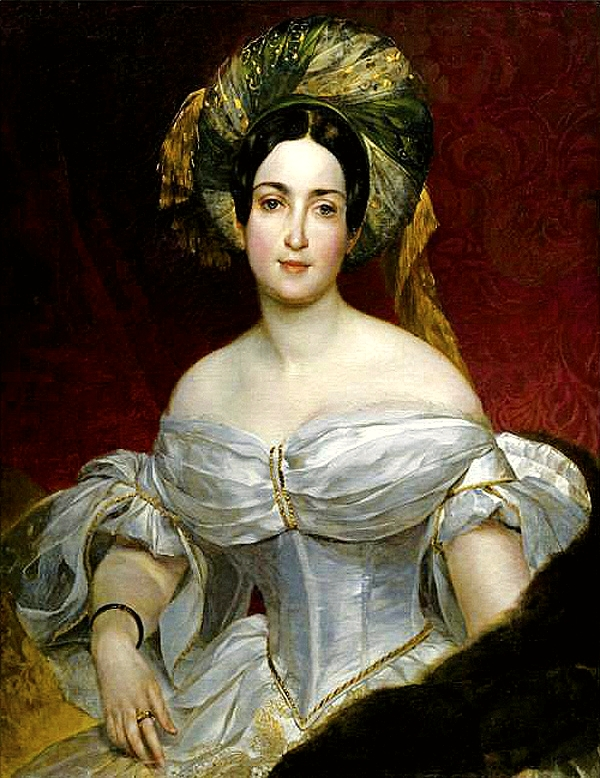
Ritratto di Aurora Karamzin, di Karl Pavlovič Brjullov, 1837

- Anna Davidovna Abamelik-Lazareva (1814-1889)
- Ol'ga Aleksandrovna Bulgakova (1814-1865)
- Aleksandra Nikolaevna Gončarova (1811-1891)
- Ekaterina Nikolaevna Gončarova (1809-1843)
- Agrafena Feodorovna Tolstoj (1800-1879)
- Tat'jana Borisovna Kurakina (1810-1857)
- Alexandra Rosset (1809-1882)
- Aurora Karamzin (1808-1902)
- Olimpiada Petrovna Šiškina (1791-1854)
- Ljubov Aleksandrovna Chilkova (1811-1859)
- Ol'ga Alekseevna Ščerbatova (1823-1879)
- Varvara Arkad'evna Nelidova (1814-1897)

### Damigelle d'onore di Marija Aleksandrovna
- Elizaveta Ėsperovna Belozel'skaja (1840-1908)
- Marija Arkad'evna Vjazemskaja (1819-1889)
- Praskov'ja Michajlovna Golynskaja (1822-1892)
- Sof'ja Aleksandrovna Daškova (1822-1905)
- Aleksandra Žukovskaja (1842-1912)
- Aleksandra Petrovna Lanskaja (1845-1919)
- Marija Aleksandrovna Puškina (1832-1919)
- Ol'ga Nikolaevna Smirnova (1831-1893)
- Anna Fëdorovna Tjutčeva (1829-1889)
- Marija Ėlimovna Meščerskaja (1844-1868)
- Antonina Dmitrievna Bludova (1813-1891)

### Damigelle d'onore di Maria Fëdorovna
- Evdokija Fedorovna Džunkovskaja (1856-1935)
- Zinaida Georgievna Mengden (1878-1950)
- Nadia Tolstaja (?-1902)
- Aleksandra Andreevna Tolstaja (1817-1904)
- Luiza Fedorovna Baranova (1810-1887)
- Sof'ja Dmitrievna Bibikova (1827-1907)
- Elizaveta Andreevna Šuvalova (1845-1924)

### Damigelle d'onore di Aleksandra Fëdorovna
- Sofija Karlovna Buxhowden (1883-1956)
- Ol'ga Michajlovna Vesëlkina (1873-1949)
- Anna Aleksandrovna Taneeva (1884-1964)
- Anastasija Vasil'evna Gendrikova (1888-1918)
- Julija Aleksandrovna Smol'skaja (1888-1963)
- Elena Aleksandrovna Liven (1842-1917)
- Aleksandra Dolgorukaja (1834-1913)